# Vito Cascio Ferro

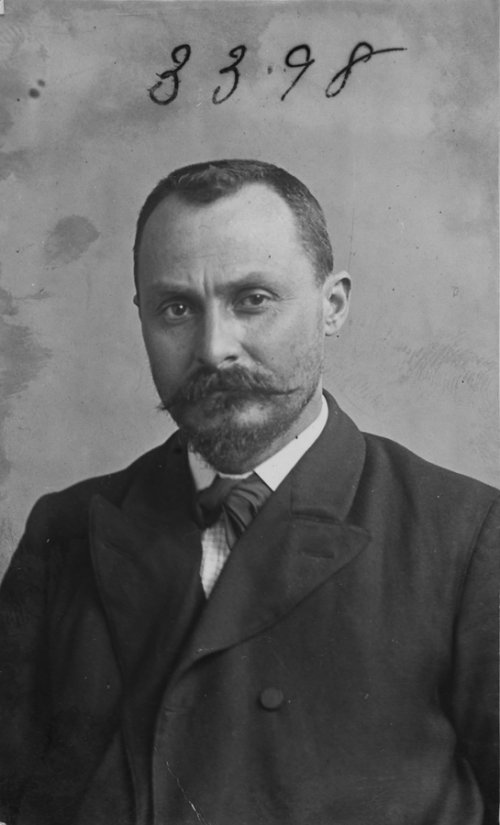
Vito Cascio Ferro op 21 mei 1902

Vito Cascio Ferro (Corleone, 22 januari 1862 - Palermo, zomer 1943), alias Don Vito, was een prominente Siciliaanse maffiabaas, die ook enige tijd in de Verenigde Staten actief was.
Ferro werd geboren in Corleone en kwam in 1901 naar New York, waar hij zich aansloot bij 'La Mano Nera' (De Zwarte Hand). In 1903 werd hij gearresteerd op verdenking van de moord op Giuseppe 'Joe' Petrosino, die actief was als bestrijder van georganiseerde misdaad. Ferro werd vrijgesproken en keerde terug naar Sicilië, waar hij actief werd in de Siciliaanse maffia. In 1909 werd Petrosino in Sicilië vermoord toen hij daar in functie als New Yorks politieman was. Ferro werd op verdenking van deze moord gearresteerd, maar vrijgelaten op basis van zijn alibi. Later vertelde hij aan andere criminelen dat hij Petrosino wel degelijk had vermoord, waarmee hij in macht steeg tot capo di tutti capi (baas van alle bazen). Hierna begon zijn broer Vincenzo Ferro de meeste maffioze praktijken te leiden.
Ferro werd 69 keer gearresteerd voor verscheidene misdaden, maar nooit veroordeeld. Na zijn zeventigste arrestatie werd hij door Benito Mussolini's antimaffia rechter Cesare Mori veroordeeld tot vijftig jaar gevangenisstraf. Ferro kwam in de gevangenis om het leven tijdens een geallieerd bombardement op Palermo in 1943.